# Järnvägsolyckan i Traveston 1925
Järnvägsolyckan i Traveston inträffade strax före klockan 02.00 den 9 juni 1925 i Traveston i Queensland i Australien då ett flertal vagnar på tåget Rockhampton Mail föll av en bro. Nio personer omkom och ytterligare 48 skadades. Vid tiden var olyckan den värsta som någonsin hänt i Queensland.

## Händelseförlopp
Ungefär 2,4 km före bron 96 Mile Bridge blev bagagevagnen på tåget urspårad. Detta uppmärksammades av några passagerare, men ingen av dem varskodde personalen på tåget. När tåget kom till 96 Mile Bridge. 
föll bagagevagnen av bron och drog ytterligare två personvagnar med sig i fallet. 